# Дункер Лавалье, Роберто
Роберто Дункер Лавалье (исп. Roberto Duncker Lavalle; 1870, Арекипа — 5 августа 1946, Сантьяго) — чилийский музыкальный педагог перуанского происхождения. Брат Луиса Дункера Лавалье, внучатый племянник генерала Хуана Гало Лавалье и далёкий потомок Эрнана Кортеса.
Получил домашнее музыкальное образование вместе с братом, затем учился в Германии у Мартина Краузе.
В 1899—1911 гг. профессор фортепиано в Национальной консерватории, среди его учеников Росита Ренар, Хуан Рейес, Эва Лиминьяна, Америко Тритини. В 1911 г. вышел в отставку в знак несогласия со снижением требований к принимаемым студентам. Некоторое время провёл в Германии, сопровождая свою любимую ученицу Ренар для совершенствования под руководством своего прежнего учителя Краузе. После реорганизации консерватории под руководством Армандо Карвахаля в 1928 г. вновь приглашён преподавать и до конца жизни возглавлял кафедру фортепиано, среди его поздних учеников дирижёр Виктор Тева.